# Laszlo Szapáry
Ladislaus Peter Maria Gabriel Antonius Benedikt Bonaventura „Laszlo” Szapáry (ur. 12 lipca 1910 w Altmünster, zm. 22 lipca 1998 w Dobersbergu) – węgierski i austriacki strzelec, olimpijczyk i medalista mistrzostw świata. Ojciec Nikolausa, reprezentanta Austrii w strzelectwie.

## Kariera
Specjalizował się w trapie. Trzykrotny uczestnik igrzysk olimpijskich w barwach Austrii (IO 1952, IO 1960, IO 1964). Najlepszy wynik osiągnął na igrzyskach w Rzymie, gdzie zajął 10. miejsce.
Jako reprezentant Węgier Szapáry zdobył 2 medale na mistrzostwach świata w strzelaniu do rzutków. Były to 2 brązowe medale, które wywalczył w latach 1938 i 1939 (skład reprezentacji na obu turniejach: Sándor Dóra, Sándor Lumniczer, István Strassburger, Laszlo Szapáry). 

## Wyniki

### Igrzyska olimpijskie
| Igrzyska      | Konkurencja | Wynik            | Miejsce | Źródło |
| ------------- | ----------- | ---------------- | ------- | ------ |
| Helsinki 1952 | Trap        | 178 pkt. (87–91) | 22      | [ 3 ]  |
| Rzym 1960     | Trap        | 182 pkt.         | 10      | [ 1 ]  |
| Tokio 1964    | Trap        | 173 pkt.         | 43      | [ 4 ]  |

### Medale mistrzostw świata
Opracowano na podstawie materiałów źródłowych:
| Mistrzostwa     | Konkurencja     | Wynik    | Miejsce |
| --------------- | --------------- | -------- | ------- |
| Luhačovice 1938 | Trap, drużynowo | 685 pkt. |         |
| Berlin 1939     | Trap, drużynowo | 809 pkt. |         |